# 蝴蝶刀具
蝴蝶刀具公司（英语：Benchmade Knife Company）由Les de Asis创立于1979年，总部位于美国俄勒冈州俄勒冈城。其产品被销往多个市场，如户外刀具，救援工具，执法装备，武术道具和军用产品。该公司自成立以来已经与一些刀具定制商有过合作。

## 部分产品

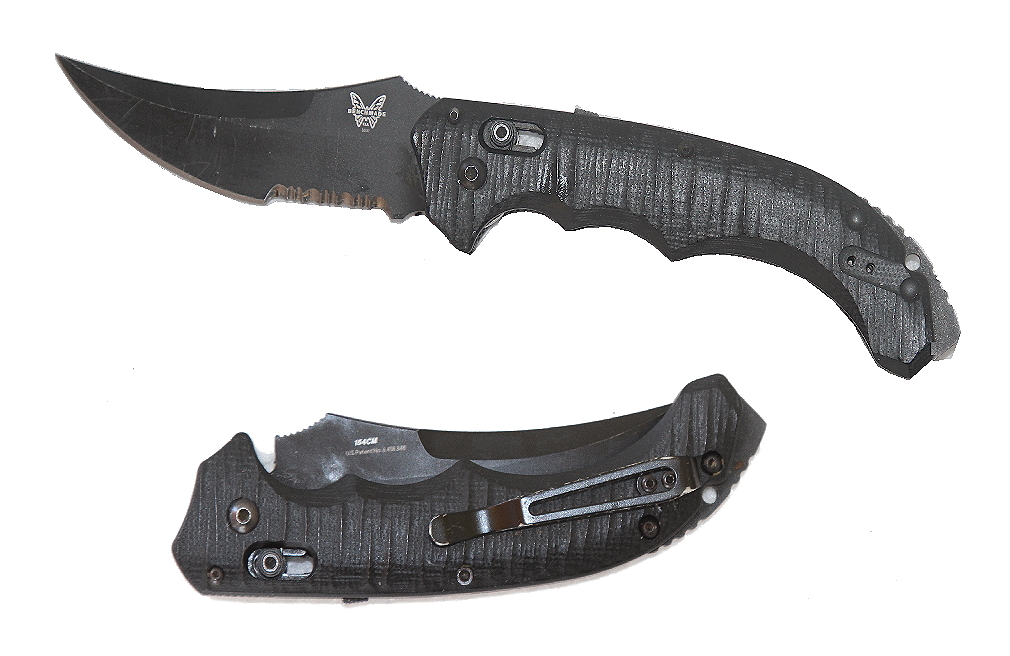
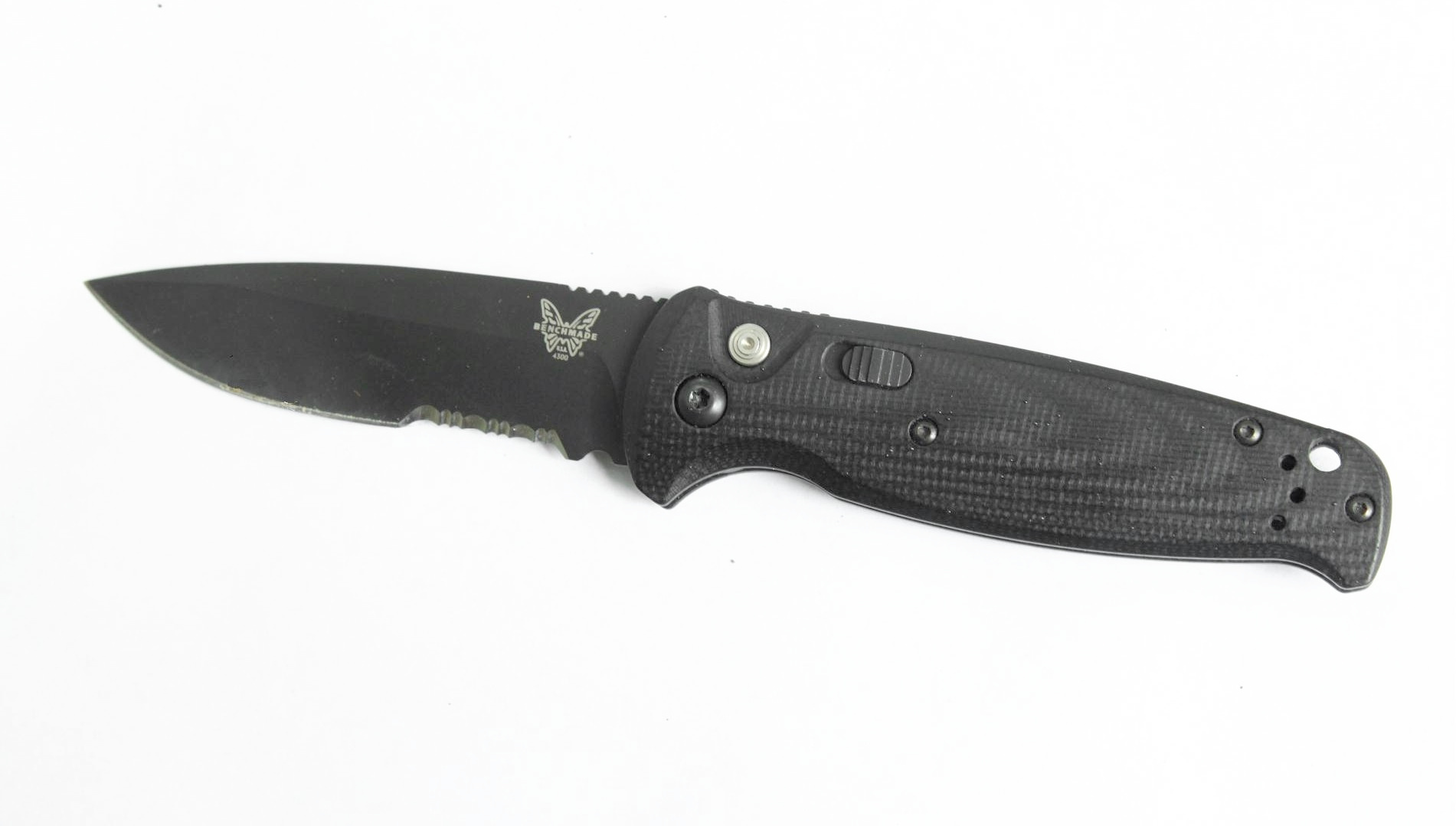
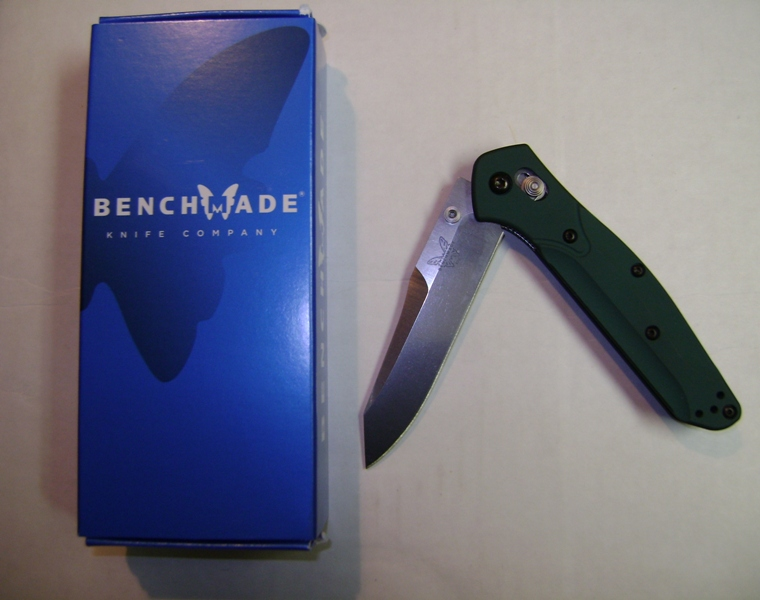
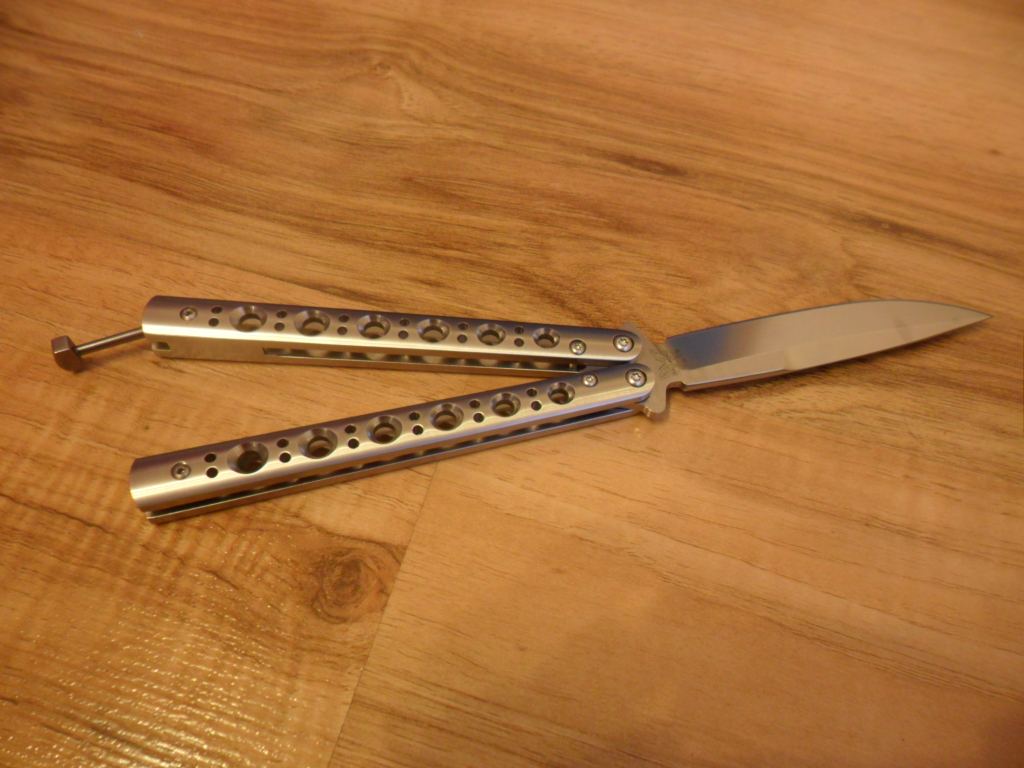
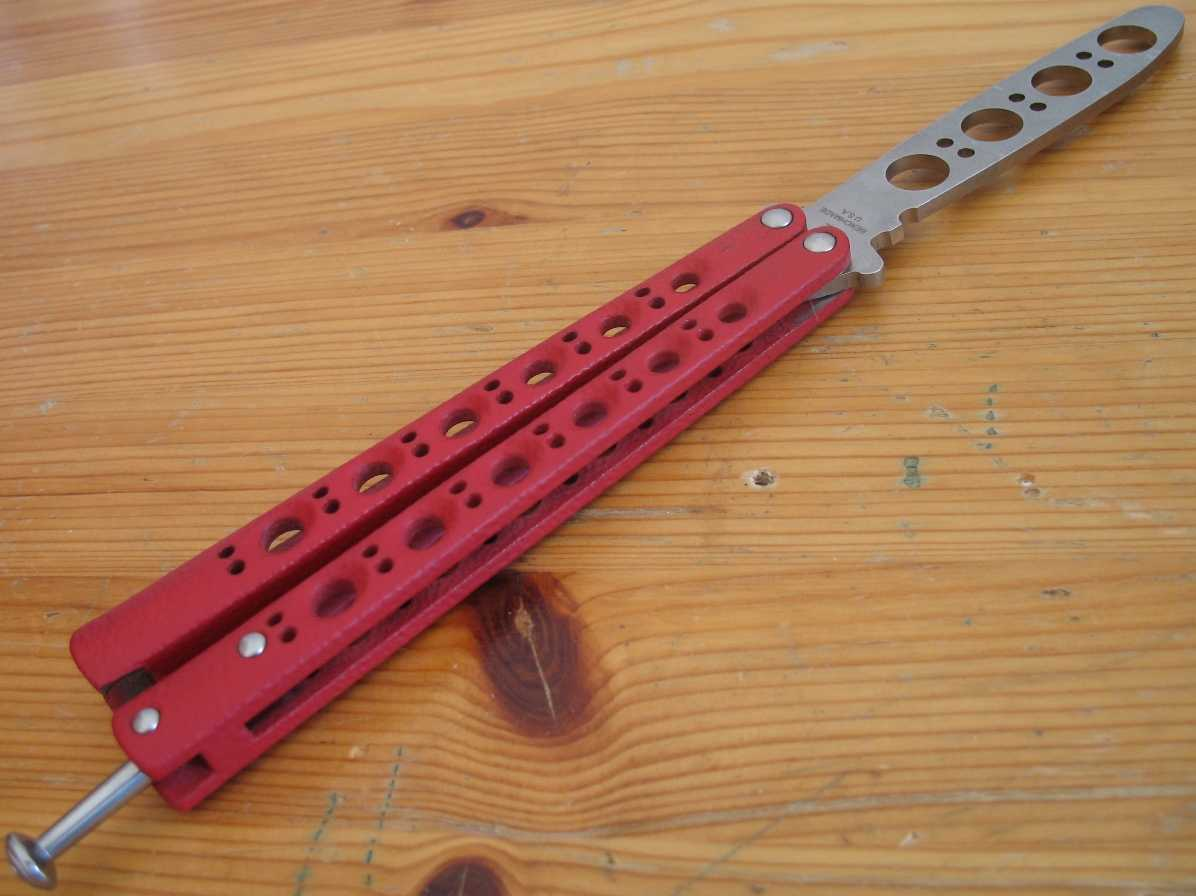
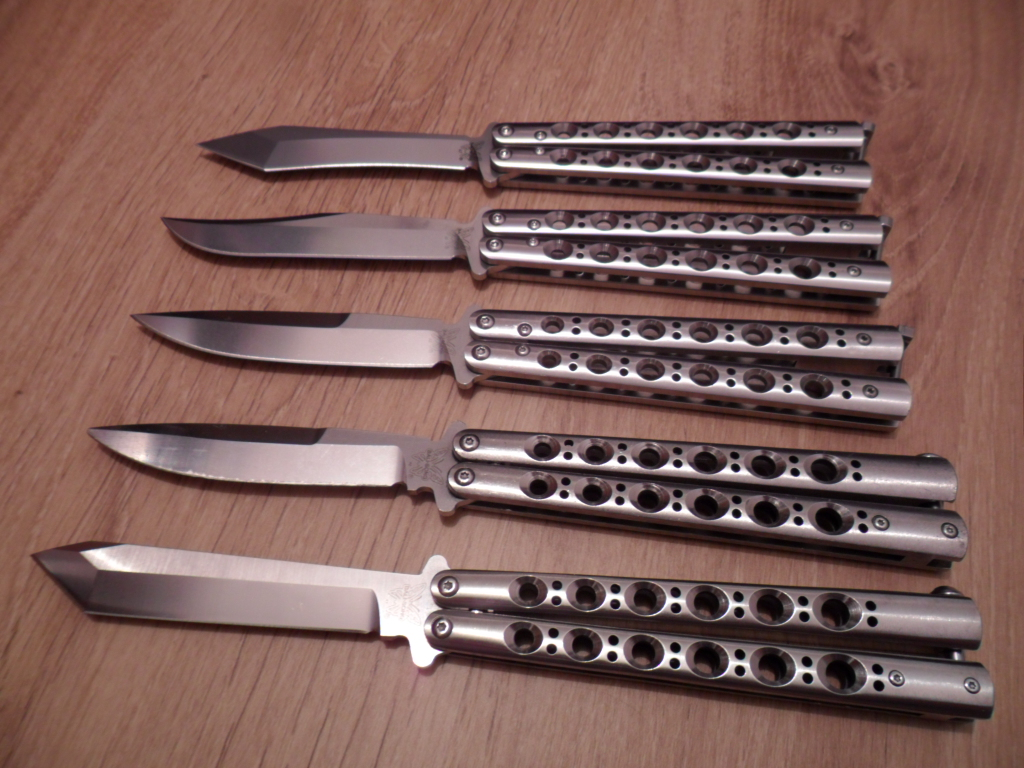